# Gaga Słonina
Gabriel Słonina (Addison, Illinois, 15 de mayo de 2004), conocido deportivamente como Gaga Słonina, es un futbolista estadounidense que juega como portero en el  Chelsea F. C. de la Premier League.

## Trayectoria

### Chicago Fire
Słonina se unió a la academia juvenil del Chicago Fire de la Major League Soccer en 2016. El 8 de marzo de 2019, Słonina firmó un contrato de jugador local profesional con el club. A la edad de 14 años, Słonina se convirtió en el segundo fichaje más joven en la historia de la MLS y el fichaje más joven en la historia del Chicago Fire.
El 4 de agosto de 2021, Słonina debutó de manera profesional con el Chicago Fire contra el New York City Football Club, convirtiéndose en el portero titular más joven en la historia de la liga con 17 años y 81 días. Słonina hizo cuatro salvamentos para el Fire cuando el partido terminó en un empate 0-0 que lo convirtió en el portero más joven en registrar una portería a cero en la historia de la Major League Soccer.

### K. A. S. Eupen
El 10 de agosto de 2023, reforzó en condición de préstamo al K. A. S. Eupen, de la Jupiler Pro League, donde firmó contrato hasta junio de 2024.

## Selección nacional
Słonina ha representado a los Estados Unidos en los niveles sub-15, sub-16 y sub-17. Fue llamado al campamento para la selección absoluta de Estados Unidos en diciembre de 2021, pero aún no se ha jugado para ellos. El 21 de enero de 2022, Słonina fue convocado a su primer campamento de clasificación para la Copa Mundial con la selección de Estados Unidos.
El 17 de mayo de 2022, el entrenador Czesław Michniewicz lo convocó a la selección de Polonia para los próximos partidos de la Liga de Naciones contra Gales, Bélgica y Países Bajos. Tres días después, Słonina rechazó la convocatoria y declaró su deseo de representar a Estados Unidos a nivel internacional.

## Vida personal
Nacido en los Estados Unidos, es de ascendencia polaca. Es hermano del también futbolista Nick Słonina. Fue a la Addison Trail High School en Addison, IL.

## Palmarés

### Títulos internacionales
| Título                            | Equipo        | Sede           | Año  |
| --------------------------------- | ------------- | -------------- | ---- |
| Copa Mundial de Clubes de la FIFA | Chelsea F. C. | Estados Unidos | 2025 |